# 청암중학교
청암중학교(靑岩中學校)는 대한민국 경상남도 하동군 청암면 평촌리에 있는 공립 중학교이다.
학교시설은 체육관,미술실,음악실,동아리실등이 있다.

## 학교 연혁
- 1978년 1월 16일 : 횡천중학교 청암분교 설립인가(6학급)
- 1978년 3월 7일 : 횡천중학교 청암분교 개교
- 1980년 3월 1일 : 청암중학교 승격(6학급)
- 2013년 3월 1일 : 학칙변경 4학급 인가
- 2023년 2월 9일 : 제43회 졸업장 수여식(졸업생 4명, 졸업생 누계 1,920명)
- 2023년 3월 4일 : 2023학년도 입학식(신입생 6명)
- 2023년 9월 1일 : 제22대 박태식 교장 취임

## 참고 자료
- 청암중학교 - 한국교육학술정보원 학교알리미